# Wojciech Nowopolski
Wojciech Nowopolski, także Albertus Novicampianus (ur. 1508 w Nowopolu nad Pilicą, w dzisiejszym Koniecpolu, zm. 1558 w Krakowie) – doktor medycyny, filolog i teolog.

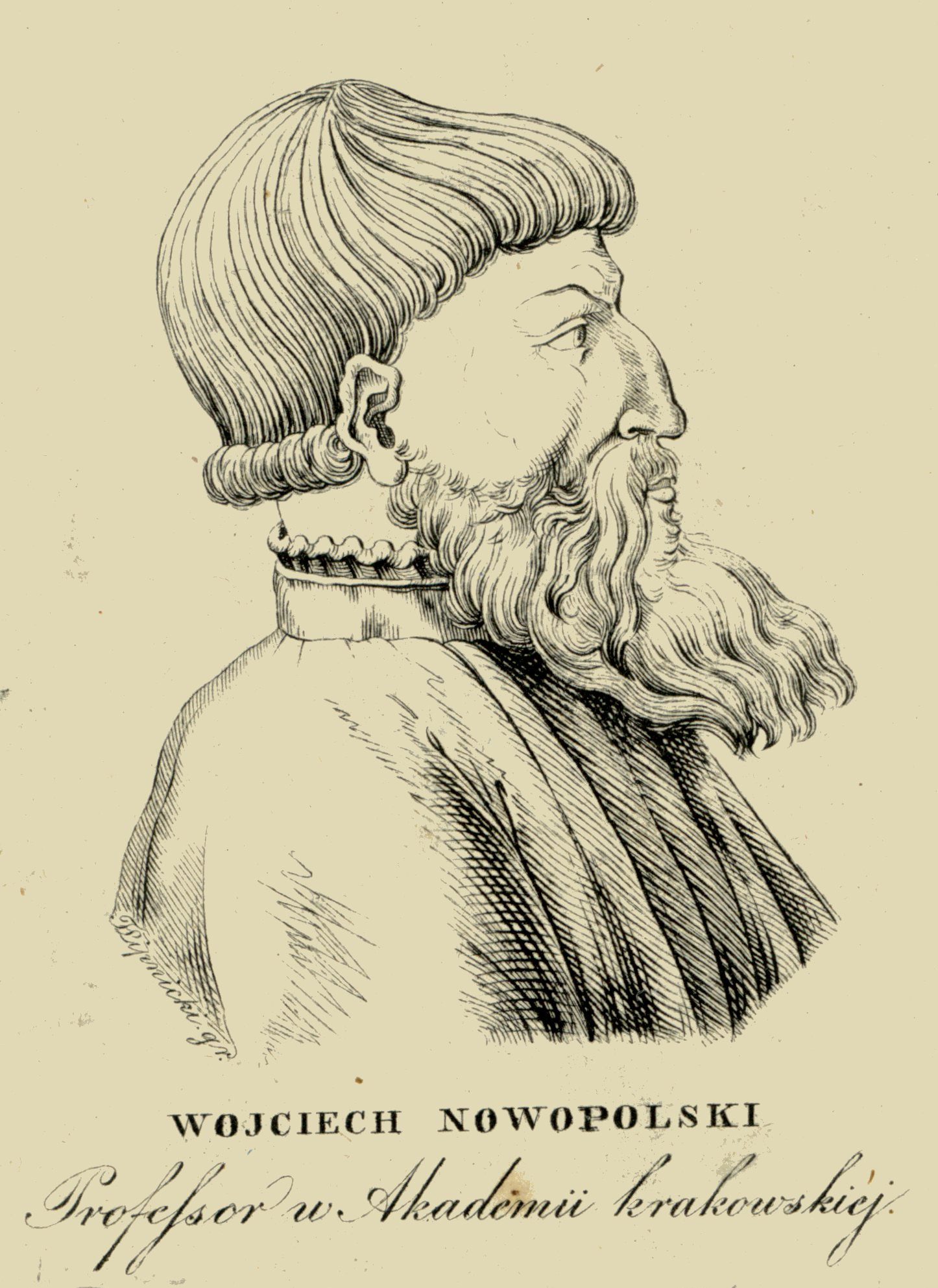
Wojciech Nowopolski

## Życiorys
Ojciec Wojciecha Nowopolskiego, Mikołaj, był chłopem pańszczyźnianym majątku Koniecpolskich. Brat Paweł Kampian (ur. 1527, zm. 21 listopada 1600) był zamożnym lekarzem i od 1584 członkiem rady miejskiej we Lwowie.
Wojciech Nowopolski ukończył studia wyższe na Akademii Krakowskiej w 1532. Potem zajął stanowisko profesora. Na początku zajmował się medycyną, a następnie był wykładowcą greki. Pod koniec swojej pracy naukowej poświęcił się teologii.
W latach 1553–1557 był nauczycielem Jana Zygmunta, syna króla węgierskiego Jana Zápolyi.
Zmarł w 1558 w Krakowie i został pochowany w kościele św. Trójcy pod kolumną wspierającą przedsionek grobowca św. Jacka. Znajduje się tam napis:
„Wojciechowi Nowopolskiemu, znakomitemu nauką i nieskazitelnością

profesorowi Akademii i sławnemu nauczycielowi Jana Zygmunta

króla węgierskiego, kładą żałobą okryci przyjaciele.”

## Twórczość
Pierwsza jego praca naukowa pt. De accentibus et recta pronunciatione opusculum wydana została w 1548. Jego najbardziej znaną publikacją z zakresu medycyny jest niewątpliwie Fabricatio hominis (O budowie człowieka), która została wydana w 1551. Był to pierwszy podręcznik anatomii w Polsce. Książka zawiera liczne fragmenty na temat serca i naczyń krwionośnych oraz krążenia. Do swojego dzieła dołączył Oratio de laude physicae (Pochwała fizyki) oraz Dissertatio [...] utrum cor an iecur in formatine foetus consistet prius (Rozprawa o tym, czy w płodzie kształtuje się najpierw serce czy wątroba.
W teologii zasłużył się kilkoma publikacjami. Z głęboką rozwagą napisał Scopus biblicus [...] cum annotationibus summam doctrinae Christanae complectentibus (Posiew biblijny...) w 1553, która zawiera podsumowanie nauki chrześcijańskiej.
Potem ukazało się O dwu władzach rządzących światem, duchownej mianowicie i królewskiej, i o tym jakie są ich obowiązki, a także o wielu innych rzeczach, które w obecnym wieku wywołują wiele rozpraw i walk z niemałą szkodą dla Chrześcijaństwa.
Jego kolejna praca, Oratio [...] de corruptissimis eius saeculi moribus et variis turbulentisque in religione Christiana doctrinis (O wielkim zepsuciu obyczajów tego wieku i o różnych naukach wprowadzających zamęt w religię chrześcijańską: i jak winien się wobec nich zachować człowiek pobożny), wydana została w 1557.
Rok po jego śmierci ukazało się jego ostatnie dzieło pt. Apologia pro catholica fide et doctrina de veritate corporis Christi Jesu in Eucharistia, de ceterisque Sacramentis. Liturgiae item seu Missae Sacrificio, ac aliis fere omnibus quae hoc saeculo controvertuntur (Apologię wiary katolickiej i nauki o prawdziwym Ciele Chrystusowym w Eucharystii, o innych sakramentach; Liturgię czyli o Ofierze Mszy św., i o innych prawdach – prawie wszystkich – spornych w obecnym wieku.).
Poza tym istnieją dwa rękopisy Commentarius in Evang. Johannis i De potestate gemina, qua regitur mundus. Wszystkie jego dzieła zostały najpierw wydane w Krakowie, Scopus biblicus i De corruptissimis eius saeculi moribus... zostały w tamtych czasach również wydane zagranicą, między innymi w Antwerpii i Kolonii.

## Dzieła
- De accentibus et recta pronunciatione opusculum (1548)
- Fabricatio hominis (1551)
- Scopus biblicus... (1553)
- O dwu władzach rządzących światem,...
- Assertio quorundam... (1555)
- De corruptissimis eius saeculi moribus... (1557)
- Apologia pro catholica fide... (1559)
- Commentarius in Evang. Johannis
- De potestate gemina, qua regitur mundus

## Wiersze o Wojciechu Nowopolskim
Mikołaj z Bodzentyna, doktor teologii, kanonik wrocławski i poeta, napisał:
„Niegdyś Herkules otrzymał najwyższą sławę,

Uwalniając dawne wieki od srogich zwierząt.

Niechże Wojciech otrzyma nagrodę wdzięcznego umysłu,

Bo wierzenia ojców umocnił usilną pracą.”
Benedykt Herbest, polski pisarz z okresu renesansu, poświęcił jemu następujący wiersz:
„Wy, którzy rwiecie piękne kwiaty na zielonej łące,

Zerwijcie i tę lilię z Nowego Pola.”